# شان شویی

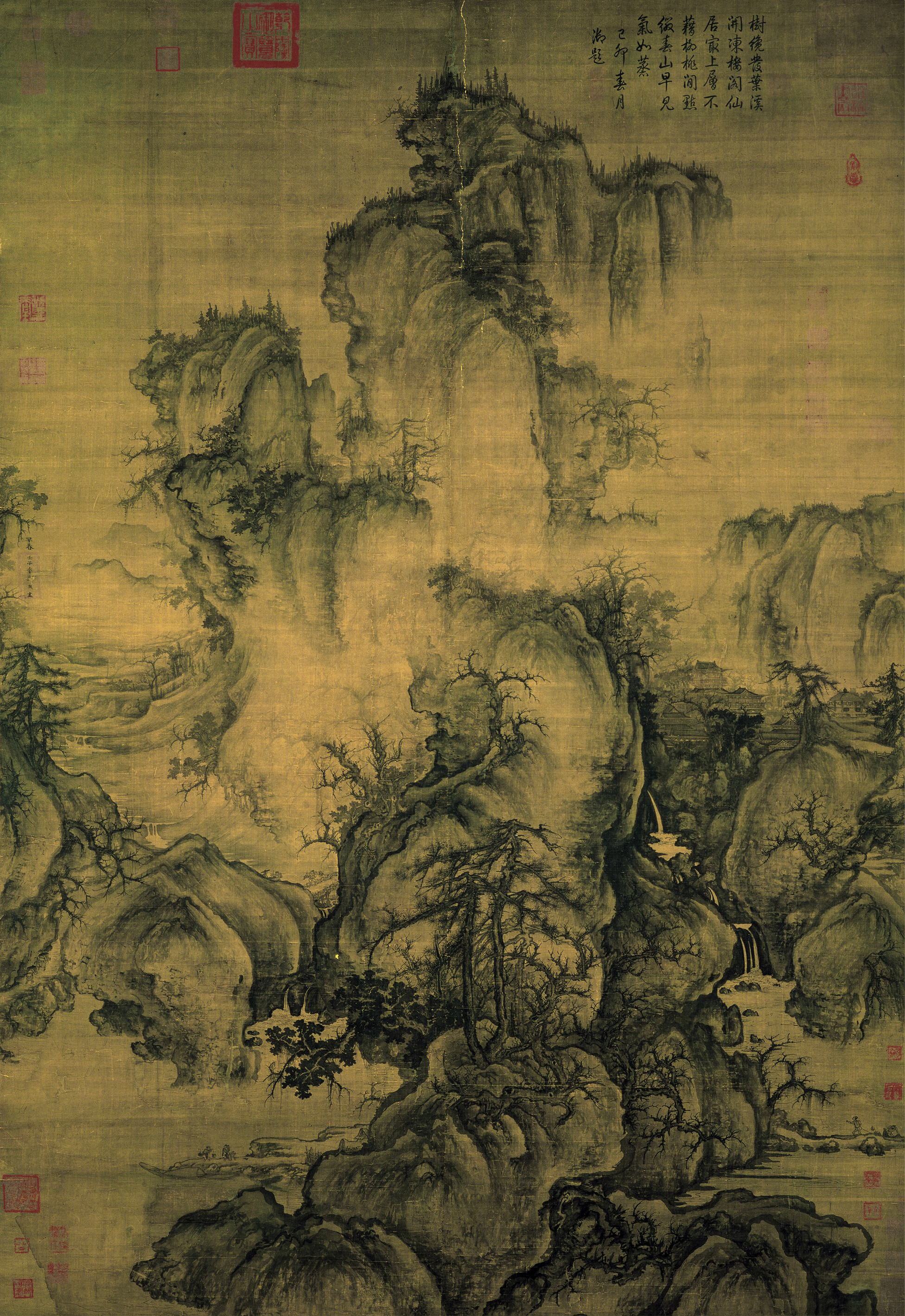
اوایل بهار (Early Spring)، نقاشی از هنرمند دودمان سونگ شمالی، گوئو شی (Guo Xi) (حدود۱۰۹۰–۱۰۲۰ پس از میلاد)

شان شویی (انگلیسی: Shan shui، «آب کوه») به سبکی از سنت نقاشی چینی گفته می‌شود که آرایه یا چشم‌انداز طبیعی را با استفاده از قلم‌مو و جوهر به جای رنگ‌های معمولی در بر می‌گیرد یا به تصویر می‌کشد. کوه‌ها، رودخانه‌ها و آبشارها موضوعات رایج نقاشی‌های شان شویی هستند.

## تاریخچه

جدول زمانی نقاشی منظره چینی

نقاشی شان شویی برای اولین بار در قرن پنجم، در دودمان لیو سونگ توسعه یافت. بعدها توسط گروهی از نقاشان منظره مانند ژانگ زدوان (Zhang Zeduan), که اکثر آنها از قبل مشهور بودند، که نقاشی‌های منظره در مقیاس بزرگ تولید می‌کردند، مشخص شد. این نقاشی‌های منظره معمولاً بر روی کوه‌ها متمرکز شده‌اند. کوه‌ها از دیرباز به‌عنوان مکان‌های مقدس در چین تلقی می‌شدند، که به‌عنوان خانه‌های جاودانه‌ها و در نتیجه نزدیک به بهشت تلقی می‌شدند. علاقه فلسفی به طبیعت، یا به مفاهیم عرفانی طبیعت‌گرایی نیز می‌تواند به ظهور نقاشی منظره کمک کند. هنر شان شویی، مانند بسیاری از سبک‌های دیگر نقاشی چینی، ارجاع زیادی به تصاویر و نقوش تائوئیسم/دائوئیسم دارد، زیرا نمادهای تائوئیسم به شدت بر «نقاشی منظره چینی» تأثیر گذاشته است. برخی از نویسندگان پیشنهاد کرده‌اند که تأکید دائوئیست‌ها بر کم‌اهمیت بودن حضور انسان در وسعت کیهان، یا علاقه نوکنفوسیوس به الگوها یا اصولی که زیربنای همه پدیده‌ها، طبیعی و اجتماعی هستند، منجر به ماهیت بسیار ساختاریافته شان شویی می‌شود.

## مفاهیم

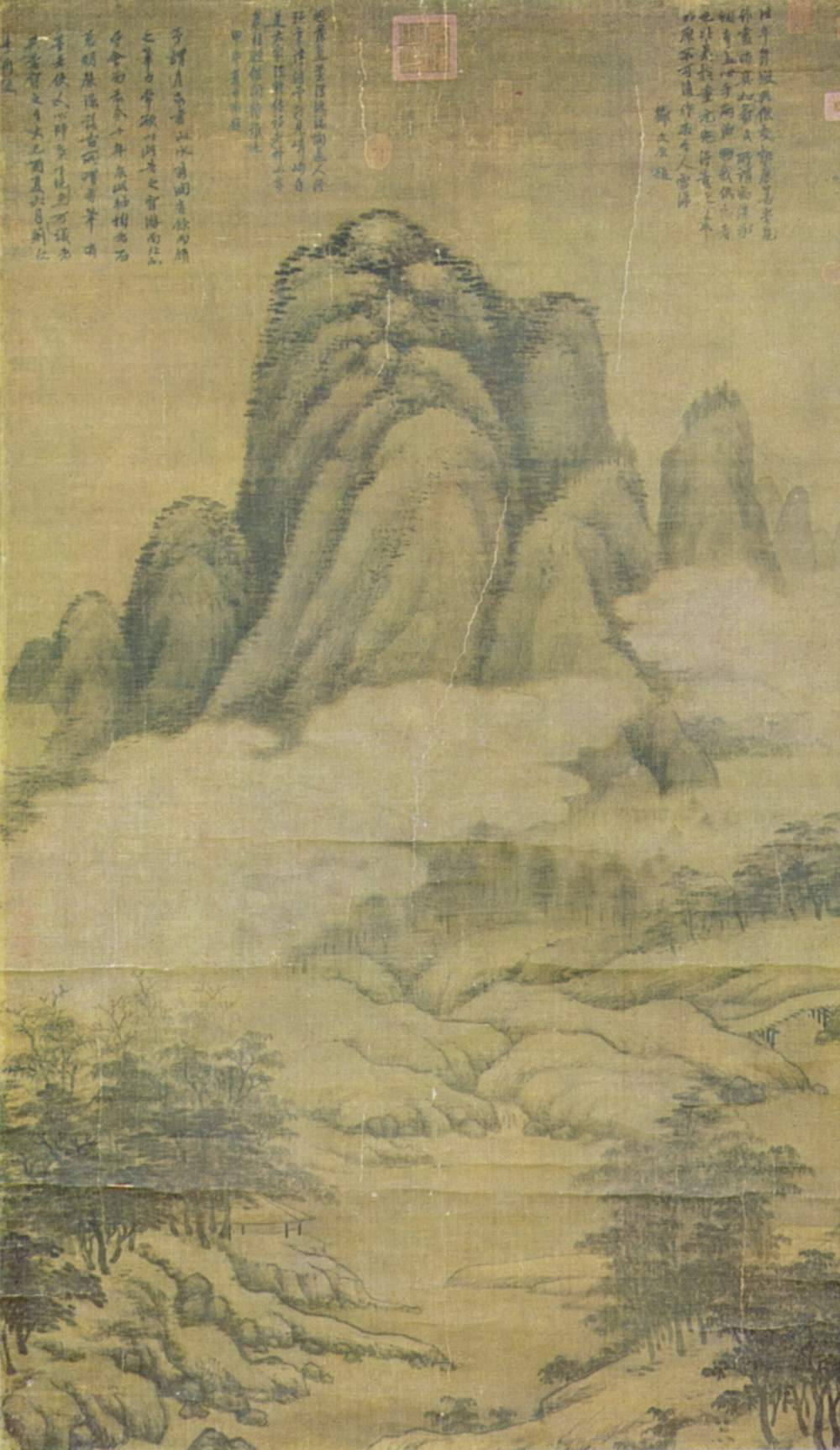
نقاشی از هنرمند دودمان یوآن، گائو کگونگ (۱۳۱۰–۱۲۴۸)

اکثر لغت‌نامه‌ها و تعاریف شان شویی فرض می‌کنند که این اصطلاح شامل تمام نقاشی‌های چینی باستانی با تصاویر کوه و آب می‌شود. نقاشان معاصر چین (List of Chinese painters)، با این حال، احساس می‌کنند که تنها نقاشی‌هایی با تصاویر کوه و آب که از قراردادهای خاص فرم، سبک و عملکرد پیروی می‌کنند، باید «نقاشی شان شویی» نامیده شوند. هنگامی که نقاشان چینی روی نقاشی شان شویی کار می‌کنند، سعی نمی‌کنند تصویری از آنچه در طبیعت دیده‌اند ارائه دهند، بلکه سعی می‌کنند آنچه را که در مورد طبیعت فکر کرده‌اند ارائه دهند. هیچ‌کس اهمیت نمی‌دهد که رنگ‌ها و اشکال نقاشی شده شبیه شیء واقعی هستند یا نه. به گفته چنگ هسی:
نقاشی شان شویی نوعی نقاشی است که برخلاف تعریف رایج نقاشی است. نقاشی شان شویی رنگ، نور و سایه و کار برس شخصی را رد می‌کند. نقاشی شان شویی یک پنجره باز برای چشم بیننده نیست، یک شیء برای ذهن بیننده است. نقاشی شان شویی بیشتر شبیه وسیله‌ای برای فلسفه است.

## ترکیبات

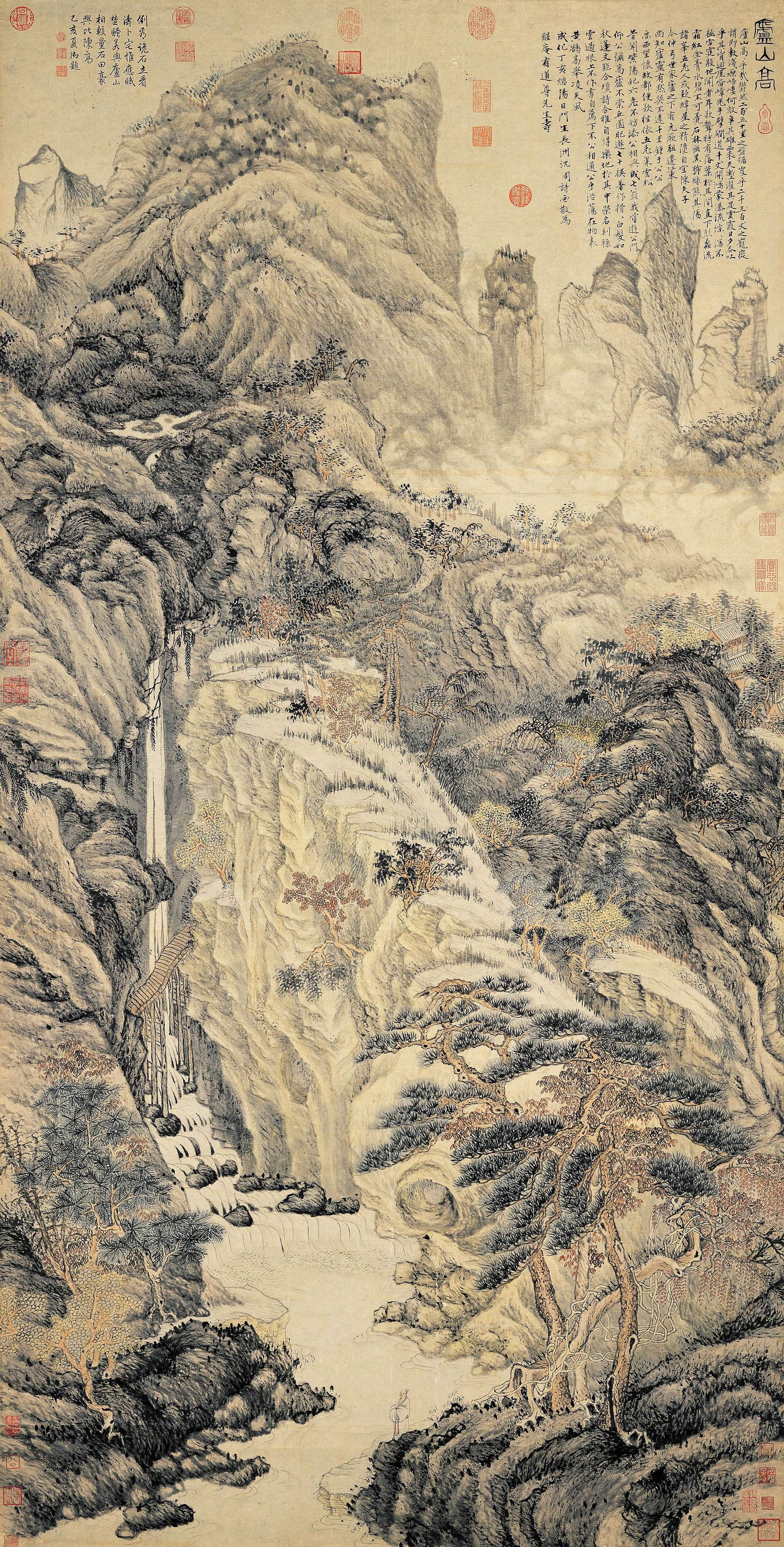
نقاشی از هنرمند دودمان مینگ، شن ژو (Shen Zhou)، ۱۴۶۷

نقاشی‌های شان شویی شامل مجموعه‌ای پیچیده و دقیق از الزامات تقریباً عرفانی برای تعادل، ترکیب‌بندی و فرم است. تمام نقاشی‌های شان شویی باید ۳ جزء اساسی داشته باشند:
- مسیرها - مسیرها هرگز نباید مستقیم باشند. آنها باید مانند یک نهر پر پیچ و خم شوند. این به عمق بخشیدن به چشم‌انداز با افزودن لایه‌ها کمک می‌کند. مسیر می‌تواند رودخانه باشد، یا مسیری در کنار آن، یا ردیابی خورشید در آسمان از روی شانه کوه.[۳] مفهوم این است که هرگز الگوهای غیر ارگانیک ایجاد نکنید، بلکه در عوض الگوهایی طبیعت (Patterns in nature) ایجاد می‌کند تقلید کنید.
- آستانه - مسیر باید به یک آستانه منتهی شود. آستانه برای در آغوش گرفتن شما و ارائه یک استقبال ویژه وجود دارد. آستانه می‌تواند کوه باشد یا سایه آن بر زمین یا بریده آن به آسمان.[۳] مفهوم همیشه این است که یک کوه یا مرز آن باید به وضوح تعریف شود.
- قلب - قلب نقطه کانونی نقاشی است و همه عناصر باید به آن منتهی شوند. دل معنای نقاشی را مشخص می‌کند.[۳] این مفهوم باید به این معنا باشد که هر نقاشی یک نقطه کانونی دارد و تمام خطوط طبیعی نقاشی به سمت داخل به این نقطه هدایت می‌شوند.

## عناصر و رنگ‌ها

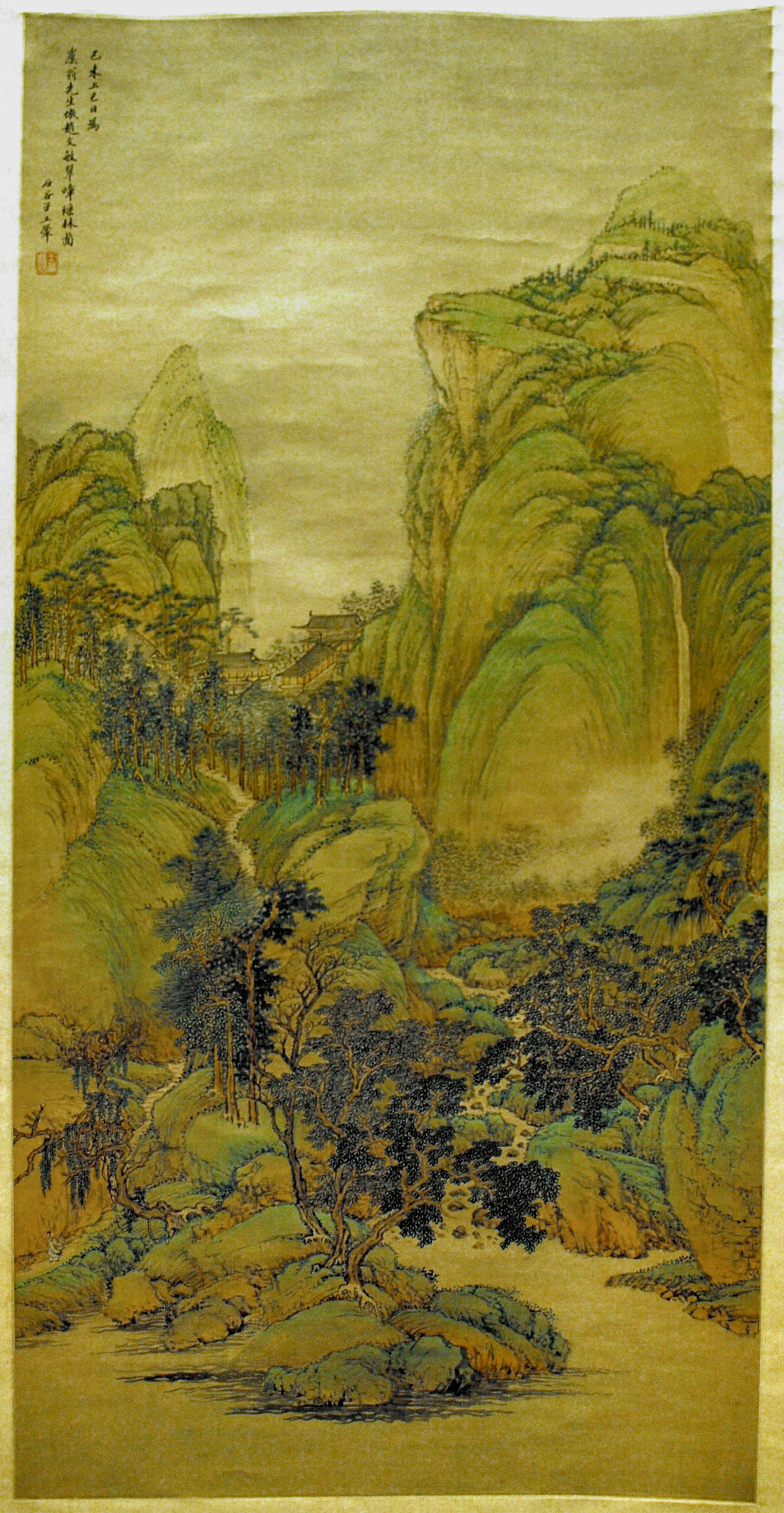
نقاشی از هنرمند دودمان چینگ، وانگ هوی (Wang Hui)، ۱۶۷۹

شان شویی مطابق با تئوری عنصری چینی با پنج عنصر (Wuxing (Chinese philosophy)) که نمایانگر بخش‌های مختلف جهان طبیعی است، نقاشی و طراحی شده است، و بنابراین دارای جهت‌های خاصی برای رنگ‌هایی است که باید در «جهت‌های» نقاشی استفاده شود، که کدامیک باید غالب باشد.
| جهت               | عنصر | رنگ           |
| ----------------- | ---- | ------------- |
| شرق               | چوب  | سبز           |
| جنوب              | آتش  | سرخ           |
| شمال‌شرقی/جنوب‌غربی | زمین | برنزه یا زرد  |
| غرب/شمال‌غربی      | فلز  | سفید یا طلایی |
| شمال              | آب   | آبی یا سیاه   |

تعاملات مثبت بین عناصر عبارتند از:
- چوب آتش تولید می‌کند
- آتش زمین را تولید می‌کند
- زمین فلز تولید می‌کند
- فلز آب تولید می‌کند
- آب چوب تولید می‌کند.

عناصری که واکنش مثبت نشان می‌دهند باید با هم استفاده شوند. برای نمونه، آب مکمل فلز و چوب است؛ بنابراین، یک نقاش آبی و سبز یا آبی و سفید را ترکیب می‌کند. یک تعامل مثبت بین زمین و آتش وجود دارد، بنابراین یک نقاش زرد و قرمز را با هم ترکیب می‌کند.
تعاملات منفی بین عناصر عبارتند از:
- چوب زمین را ریشه‌کن می‌کند
- زمین آب را مسدود می‌کند
- آب آتش را خاموش می‌کند
- آتش فلز را ذوب می‌کند
- فلز چوب را خرد می‌کند.

عناصری که برهمکنش منفی دارند هرگز نباید با هم استفاده شوند. برای نمونه، آتش با آب یا فلز تعامل مثبتی ندارد، بنابراین یک نقاش ترکیب قرمز و آبی یا قرمز و سفید را انتخاب نمی‌کند.

## ارتباط با شعر
حرکت خاصی در شعر، تحت تأثیر سبک شان شویی، به شعر شانشوئی (Shanshui poetry) معروف شد. گاهی شعرها به گونه‌ای طراحی می‌شدند که با یک اثر هنری خاص دیده شوند، برخی دیگر به عنوان «هنر متنی» در نظر گرفته شده بودند که تصویری را در ذهن خواننده فرا می‌خواند.

## نفوذ

### انیمیشن و فیلم
شکل هنری شان شویی تا جایی محبوب شده است که انیمیشن چینی (Chinese animation) سال ۱۹۸۸ با عنوان احساس از کوه و آب (Feeling from Mountain and Water) از همان سبک هنری و حتی اصطلاح برای عنوان فیلم استفاده می‌کند. علاوه بر این، بسیاری از فیلم‌ها و نمایش‌های اخیر که در چین تولید شده‌اند، به‌ویژه خانه خنجرهای پران و قهرمان از عناصر خود سبک در مجموعه‌ها و همچنین جنبه‌های عنصری در ایجاد «تعادل» استفاده می‌کنند.

### ساخت و ساز
اصطلاح شان شویی گاهی به باغبانی و طراحی چشم‌انداز، به ویژه در زمینه فنگ‌شویی بسط داده می‌شود.

سفری در رودخانه با اولین برف (五代南唐 趙幹 江行初雪圖)، هنرمند چائو خان